# Vordenker der Aufklärung

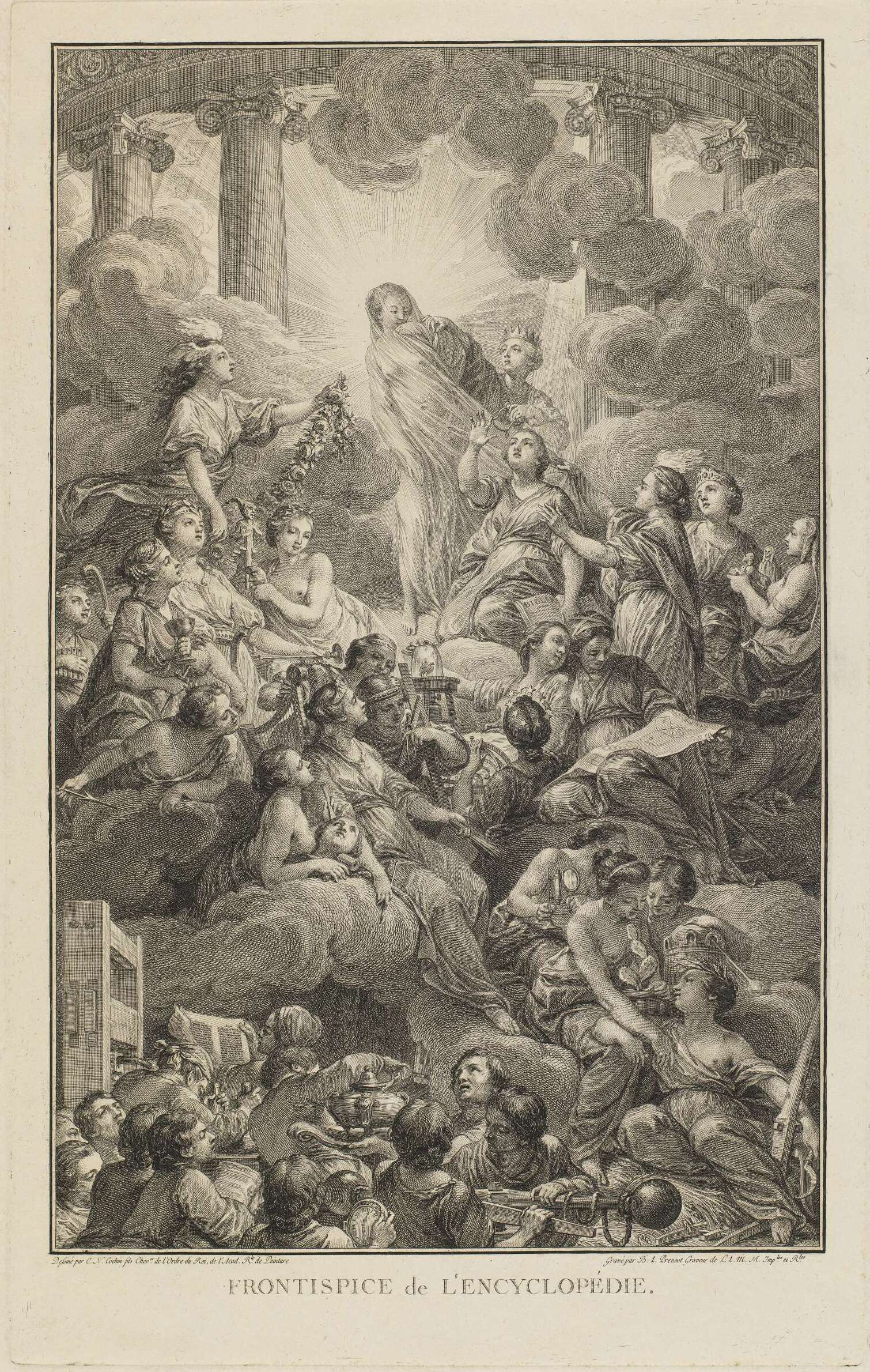
Die enthüllte Wahrheit im Kreis der Künste und Wissenschaften, Frontispiz der Enzyklopädie von Diderot und D’Alembert, einem der wichtigsten Werke der europäischen Aufklärung

Als Vordenker der Aufklärung (französisch (les) philosophes des Lumières, englisch Enlightenment figures, niederländisch Verlichtingsdenkers), auch kurz Aufklärer, werden Personen der europäischen und nordamerikanischen Geistesgeschichte im Zeitalter der Aufklärung bezeichnet, die das Denken mit den Mitteln der Vernunft von Vorurteilen und Aberglauben zu befreien suchten. Sie bemühten sich um die Entwicklung von Wissenschaft und Bildung als Basis eines technischen, kulturellen und politischen Fortschritts und begründeten ihre Auffassung, der freie Bürger könne, eigenständig denkend, nur an Verfassung und Recht gebunden, sein Leben selbst bestimmen. Nicht alle Vordenker der Aufklärung teilten diesen verbreiteten Kultur- und Geschichtsoptimismus.
Das epochale Hauptwerk der Aufklärung ist die Enzyklopädie, herausgegeben von Denis Diderot und Jean-Baptiste le Rond d’Alembert. Der Grundgedanke vieler Aufklärer – darunter der meisten Enzyklopädisten – besagte, dass die Vernunft im Stande sei, die Wahrheit ans Licht zu bringen und Tugenden zu fördern.
In einer Vor- oder Frühphase der Aufklärung vollzogen sich eine Loslösung der politischen Macht von der Religion (Säkularisierung) und eine starke Zentralisierung um einzelne Herrscherpersönlichkeiten (Absolutismus). In der weiteren Entwicklung versuchten sich die Untertanen von dieser Macht zu emanzipieren. Daraus ergab sich eine Bewegung entweder zu einer eher demokratischen Staatsauffassung in einer Republik oder in einer konstitutionellen Monarchie. In einer Verfassung sollten Bürger- und Menschenrechte garantiert werden. Die Herrscher des aufgeklärten Absolutismus, die selbst mit einigen Gedanken der Aufklärung sympathisierten, gewährten zahlreichen Verfolgten zeitweise Asyl und boten ihnen Publikationsmöglichkeiten.
Die Ideen der meisten Aufklärer sind in der Philosophie der Antike und der Renaissance verwurzelt, während die vorangehende scholastische Tradition und mittelalterliche bzw. christliche Philosophie insgesamt kritisch gesehen und abgewertet wurden. Die natur- und geisteswissenschaftlichen Positionen der Aufklärer waren durchaus nicht einheitlich und wirken bis in die Gegenwart. Die Kategorien und Methodik der modernen Wissenschaft ergeben sich zu einem großen Teil aus Vorarbeiten der Aufklärer.
Während in Frankreich häufig Voltaire als der bedeutendste Aufklärer gesehen wird – man spricht vom Jahrhundert Voltaires –, wird im angelsächsischen Raum oft David Hume als der größte Aufklärer betrachtet. Im deutschen Sprachgebiet wird auf die herausragende Rolle Immanuel Kants verwiesen. Die Protagonisten der Aufklärung sahen diese Bewegung nicht als einen begrenzten Zeitabschnitt, sondern als Beginn einer grenzenlosen Ära, die den Menschen und seine Verantwortung in den Mittelpunkt stellt. Von Anfang an gab es scharfe Kritik an den Konzepten der Aufklärer.

## Überblick
Das aufgeklärte Denken wurde von zwei Strömungen der Philosophie der Neuzeit geprägt: dem Rationalismus, besonders vertreten durch René Descartes, und dem englischen Empirismus; hervorzuheben ist hier John Locke, unter dessen Einfluss die amerikanischen Verfassungsgrundsätze entstanden. Einerseits verbreitete sich die Überzeugung der Empiristen, dass Erkenntnis aus Sinneswahrnehmungen herrühre (Sensualismus), andererseits wuchs die Hochschätzung der im Verstand gegründeten Denkfähigkeit und Urteilskraft.
Zahlreiche Wandlungen bestimmten die Epoche: Freiheit statt Absolutismus, rechtliche Gleichheit anstelle einer Ständeordnung, wissenschaftliche Erkenntnisse und Toleranz sollten Vorurteile überwinden und an die Stelle herkömmlicher Dogmen treten. Die Mehrzahl, besonders der französischen Aufklärer, war davon überzeugt, dass der Mensch von Natur aus gut ist und lediglich der Erziehung bedarf, um tugendhaft, friedlich und glücklich zu leben. Auch die Entwicklung der Menschheit betrachteten Vordenker der Aufklärung mit einem Kultur- und Geschichtsoptimismus.
Das logische und unabhängige Denken der Rationalisten war zunächst auf eine Stärkung des Staates ausgerichtet und hatte religionskritische Züge, die vorderhand auf eine Stärkung der weltlichen gegenüber den geistlichen Machthabern gerichtet waren. Bald bezog sich das kritische Urteil jedoch auch auf die weltlichen Herrscher. Zweifel an Religion und Absolutismus verbreiteten sich schnell. Der deutsche Schriftsteller und Mathematiker Georg Christoph Lichtenberg verlangte in seinen Aphorismen sogar: „Zweifle an allem wenigstens einmal, und wäre es auch der Satz zwei mal zwei ist vier“.
Teile der Aristokratie und der niederen Geistlichkeit wie die Abbés in Frankreich begrüßten ebenso wie eine Elite des Dritten Standes die Schwächung ihrer rechtmäßigen Herren. Rivalitäten innerhalb des europäischen Adels und des Klerus verhinderten eine Unterdrückung dieser Bestrebungen. Durch ökonomische Veränderungen wie die Entwicklung des Manufakturwesens, die das Bürgertum zur wirtschaftlich bedeutendsten Schicht machten, erlangte dieser Stand ein neues Selbstbewusstsein und Selbstwertgefühl.

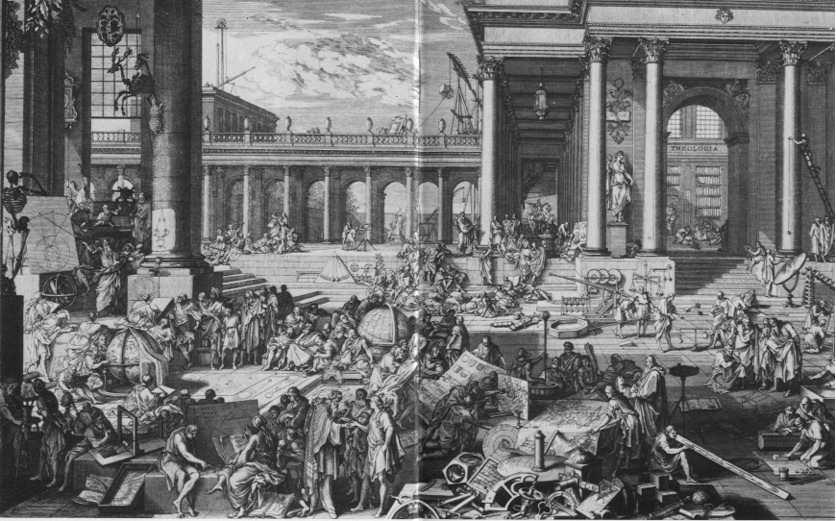
Kunstwerk: Akademie der Wissenschaften nach antikem Vorbild, 1698

Im Vergleich zur Epoche des Barock fand ein grundsätzliches Umdenken bezüglich Vanitas und Jenseitsbezogenheit statt. Die Konzentration auf ein Leben nach dem Tod wandelte sich in eine starke Diesseitsbezogenheit. Auch die Ethik beruhte nicht mehr zwingend auf theologischen oder anderen Vorbedingungen. Bildung bekam einen höheren Stellenwert, und die Zugänglichkeit von Information, die traditionell an gesellschaftliche Privilegien gebunden war, wurde zum Zankapfel, was seit der Mitte des 18. Jahrhunderts im mehrmals verbotenen Projekt einer Enzyklopädie allen Wissens gipfelte. Mit der Aufklärung gingen ein immenser naturwissenschaftlicher und technischer Erkenntnisfortschritt und überdies eine rasante Entwicklung von Literatur, Kunst und Musik sowie der Philosophie und der Politischen Theorie einher.
Die adligen Wunderkammern begannen zu Museen im modernen Sinne zu werden. Das Misstrauen gegenüber Luxus und Sensationshunger wich mit ihrer zunehmenden Verfügbarkeit. Beschäftigung mit Literatur, Kunst und Wissenschaft sollte einem (zunächst wohlhabenden) Bürgertum ermöglicht werden und wurde zur Tugend erklärt. Philosophie, die sich mehr und mehr ausdifferenzierte, Mathematik, Naturkunde und Technik erlebten eine Blütezeit, auf deren Ergebnissen viele der heutigen Einzelwissenschaften beruhen. Jean-Baptiste le Rond d’Alembert bezeichnete seine Zeit als „Jahrhundert der Wissenschaft“. Die letzten Universalgelehrten lebten in der frühen Aufklärungszeit.
Eine weitere Forderung war die nach Toleranz. Die christlich geprägten gebildeten Europäer lernten andere Weltreligionen und Hochkulturen erst während der Aufklärung kennen. Dieses neu erlangte Wissen erweiterte den Horizont, trug zur Akzeptanz anderer Denkmodelle bei oder ließ den „edlen Wilden“ gar zum Vorbild werden, wie es sich in zahlreichen Kommentaren zu Reiseberichten spiegelt, die von Jean-Jacques Rousseaus Abhandlung über den Ursprung und die Grundlagen der Ungleichheit unter den Menschen (1755) inspiriert waren. Gleichzeitig verschrieben sich die Aufklärer dem Kampf gegen Aberglaube und Mystizismus. Gegen der Vernunft widersprechende Religiosität wurde mit scharfer Polemik zu Felde gezogen.

## Wurzeln und Ausprägung

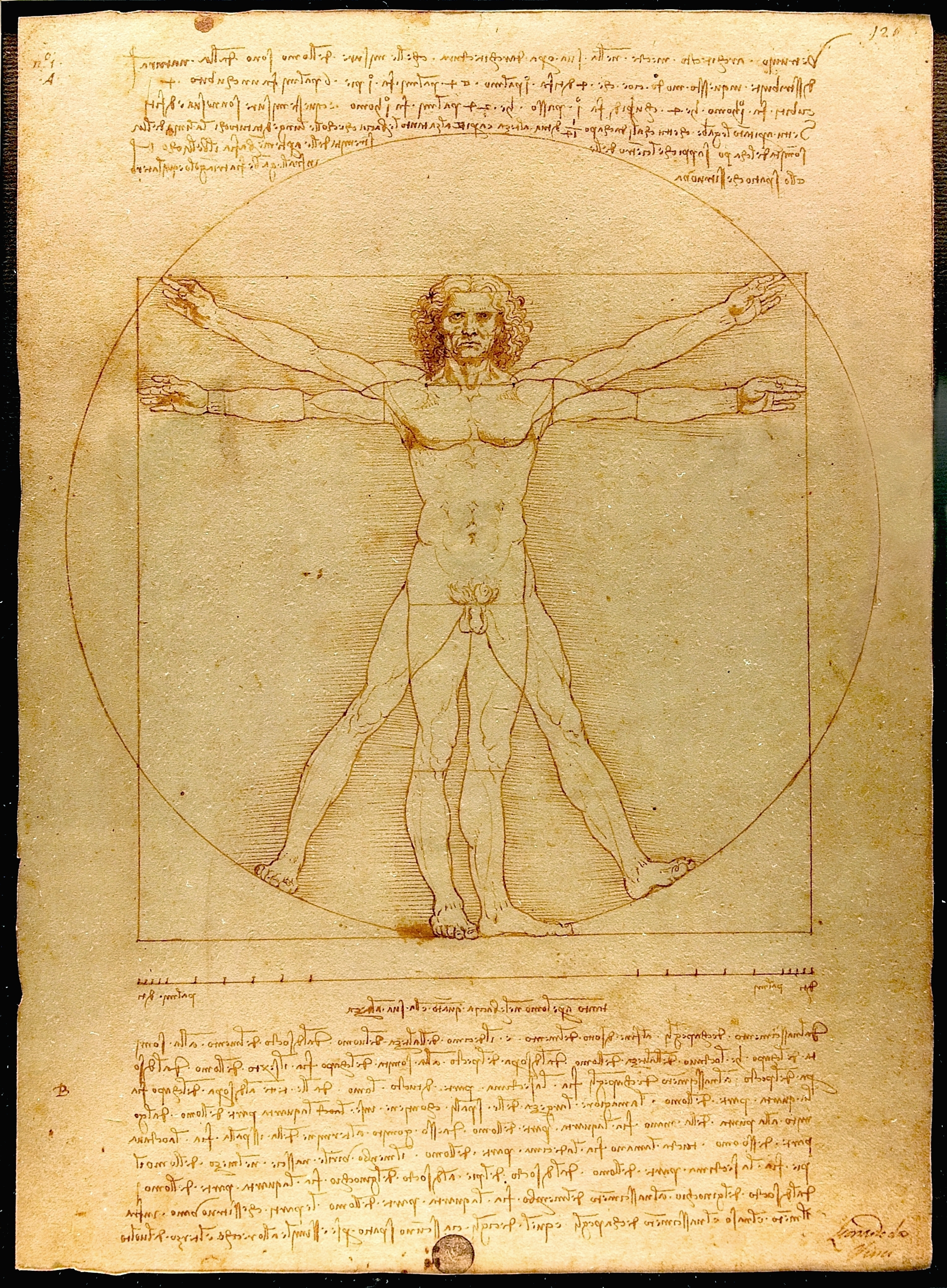
Leonardo da Vinci (1492), Universalgelehrter der Renaissance

Die moderne europäische Aufklärung, verstanden als Abkehr von einer christlich-mittelalterlichen Lebenshaltung, begann in der Renaissance, als Elemente der Antike vom Gegenbild zum Vorbild gemacht wurden. Renaissance und Reformation leiteten das Zeitalter der Aufklärung ein. Grundlegend dafür war einerseits die republikanische Regierungszeit Oliver Cromwells Mitte des 17. Jahrhunderts und 1688/89 die Glorious Revolution in England, die dort dem Absolutismus ein Ende bereitete, andererseits die Konsolidierung der französischen Staatsmacht im 17. Jahrhundert mit dem Höhepunkt absolutistischer Machtentfaltung unter Ludwig XIV.

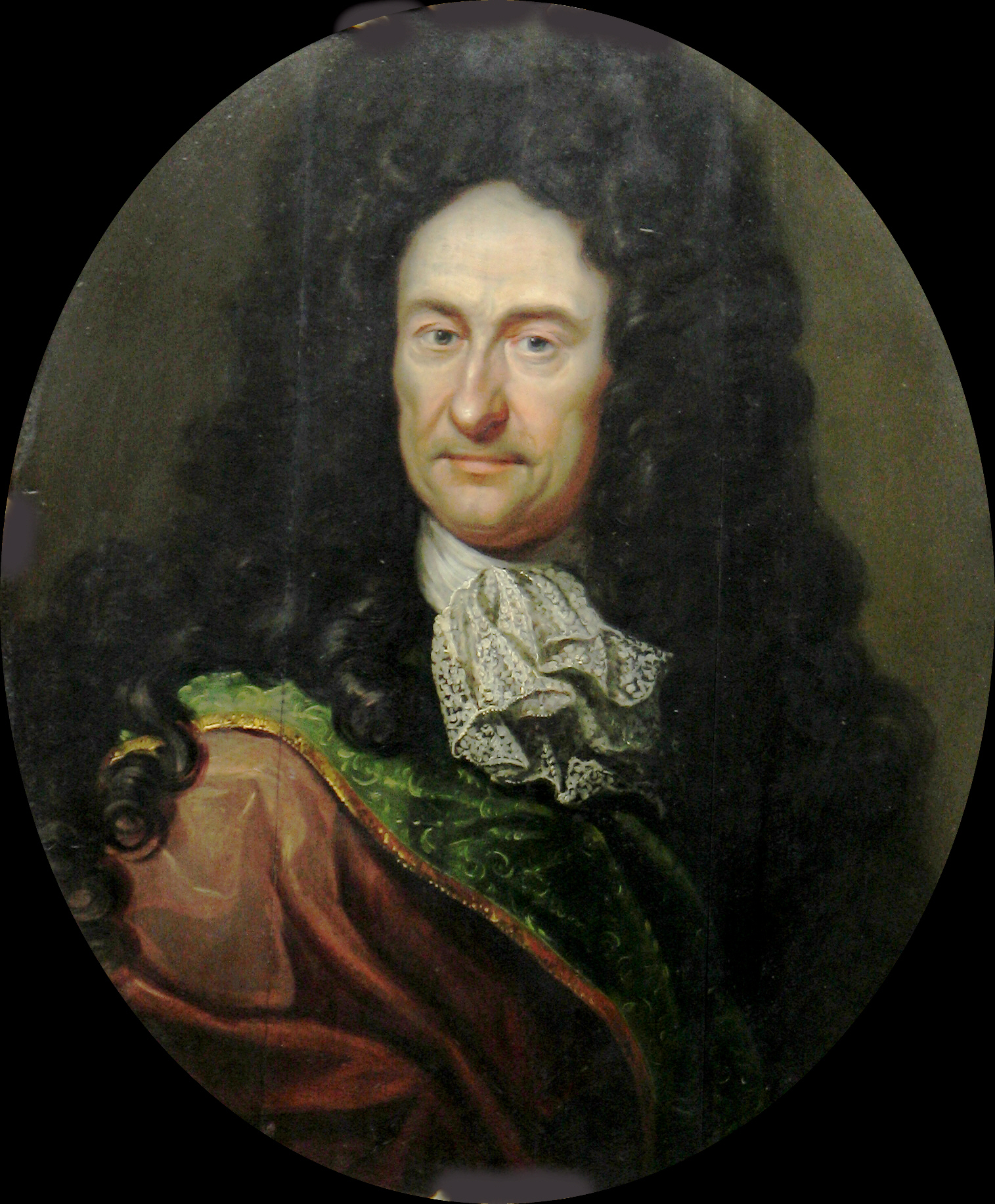
Gottfried Wilhelm Leibniz, rationalistischer Universalgelehrter der Frühaufklärung

Aufklärung im Sinne eines Postulats von Herrschaft der Vernunft gab es seit den großen Universalgelehrten des 17. Jahrhunderts mit ihren bahnbrechenden wissenschaftlichen Forschungen: Descartes in Frankreich, Gottfried Wilhelm Leibniz in Deutschland und Isaac Newton in England.
Die geistige Aufklärung ging zunächst hauptsächlich von England und Holland aus, davon beeinflusst und radikaler ausgeprägt von Frankreich. Etwas später erfasste sie auch die Deutschen und andere Völker in Europa.
Die wichtigsten Voraussetzungen für die Aufklärung waren der vorausgegangene Humanismus, die Entdeckung Amerikas und das Weltbild der frühen Neuzeit. Durch den Buchdruck wurde allmählich der Bucherwerb auch für das bürgerliche Publikum erschwinglich, wodurch ein Verlagswesen mit Zeitungsproduktion und Buchmarkt aufkam. Zudem entwickelten sich sogenannte Lesegesellschaften, über die auch Bürger, die des Lesens nicht mächtig waren, an die Literatur herangeführt wurden.
Gegen Ende des 17. Jahrhunderts kam Reiseliteratur in Mode. Hatte man zuvor den Europäer (und Christen) für überlegen gehalten, las man nun, dass manche Anders- oder Ungläubige sehr wohl ethische Prinzipien und eine eigene Hochkultur haben konnten. So übte die Reiseliteratur jener Tage mehr oder weniger deutliche Kritik an der europäischen Gesellschaft. In fiktiven Reiseberichten, zum Beispiel Montesquieus Persischen Briefen, in denen zwei Perser Europa besuchen, sehen die Leser ihre Welt durch die Augen der Fremden – reich an satirischen Elementen, Voltaire lässt einen Indianer den französischen Absolutismus erkunden.

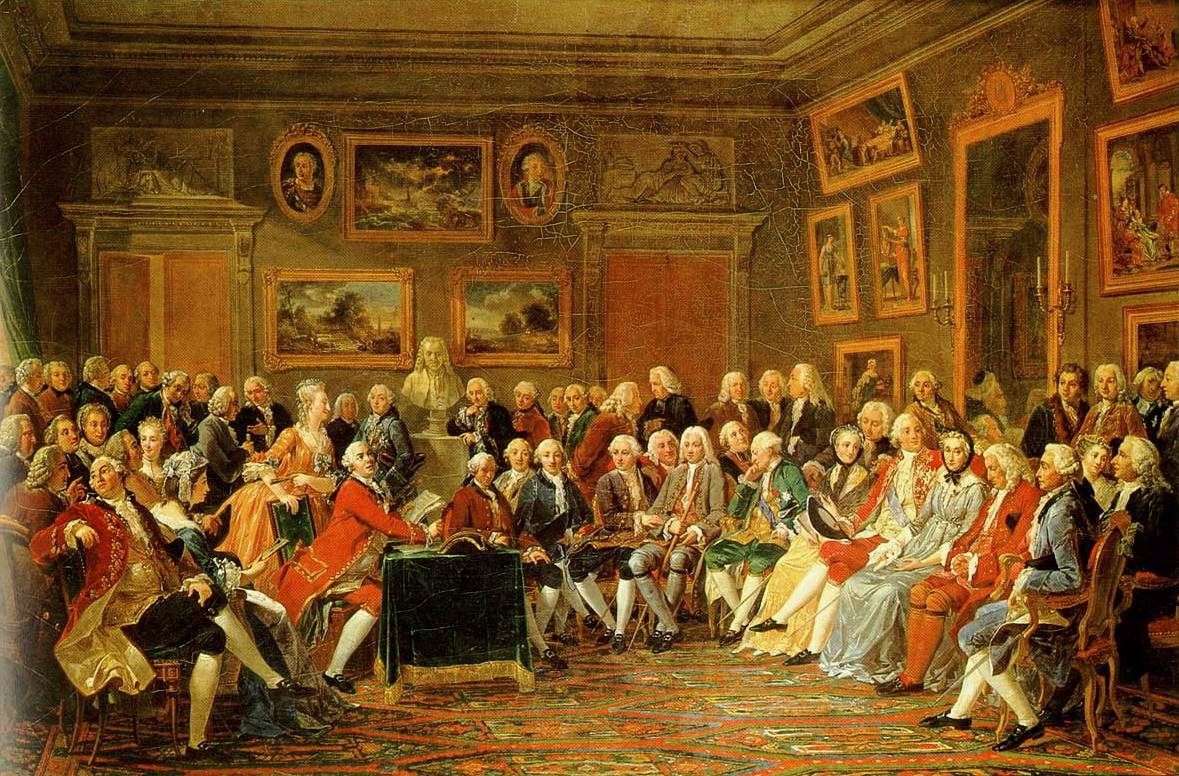
Salon der Madame Geoffrin

In Frankreich bildeten sich im 18. Jahrhundert, vereinzelt schon im 17. Jahrhundert Literarische Salons, die meistens von gebildeten Frauen geführt wurden, so die Salons der Madame de Deffand, ihrer Nachfolgerin Julie de Lespinasse und der Madame Necker. Hier verkehrten die Erneuerer von Kultur, Wissenschaft und Politik. Dem Salon der philosophes, auch cercle d’Auteuil (Kreis von Auteuil) genannt, stand Anne-Catherine de Ligniville Helvétius vor. Aufgrund der strengen Zensur im eigenen Land arbeiteten einige französische Druckereien in Amsterdam, wo auch berühmte Aufklärer Zuflucht fanden. Schriften wurden von dort nach Frankreich geschmuggelt. Das gleiche Muster zeigte sich in Österreich; viele Druckwerke erschienen in Deutschland. In den Londoner Debating Societies tauschten sich gebildete Männer erstmals 1780 über öffentliche Angelegenheiten aus.
Das Zeitalter der Aufklärung war geprägt durch eine Bewegung der Säkularisierung und eine Abkehr von der absolutistischen hin zu einer demokratischen Staatsauffassung. Die englischen Aufklärer nannten sich „Free-Thinker“, ein Begriff, der auch in Frankreich (Libre Penseur) und Deutschland (Freidenker) verwendet wurde. Das liberale Konzept der Menschen- und Bürgerrechte kam auf. Es ging auf John Locke zurück, der natürliche Rechte auf Leben, Freiheit, Glück und Eigentum sowie ein Widerstandsrecht gegen eine despotische Obrigkeit postulierte. Die Bewegung trat für ein vernunftgemäßes, selbständiges Denken ein, lehnte Vorurteile, Fanatismus und „religiösen Aberglauben“ ab und entwickelte eine „Vernunftreligion“ mit dem Glauben an einen Gott, den sogenannten Deismus, der von manchen Aufklärern wie David Hume und Jean-Jacques Rousseau nicht auf den Verstand, sondern auf die Gefühle zurückgeführt wurde.
Anhänger der Aufklärung waren tolerante Christen bzw. Juden, Deisten, Pantheisten, Agnostiker oder leiteten ihren Atheismus aus einem konsequenten Materialismus ab. Einigkeit bestand darüber, dass Wissenschaft und Bildung gefördert und verbreitet werden sollten.
Die Wohlhabenden und Gebildeten, vorrangig das ökonomisch erfolgreiche Bürgertum, waren Träger der Aufklärung. Es gab aber auch zahlreiche Aristokraten als Vorläufer oder Vertreter des Aufklärungsgedankens. Manche sympathisierten mit der Bewegung und unterstützten in juristische oder finanzielle Bedrängnis geratene Aufklärer. Marie Jean Antoine Nicolas Caritat, Marquis de Condorcet ging so weit, seinen Adelstitel Markgraf abzulegen und sich fortan Nicolas de Condorcet zu nennen.
Große Bedeutung erlangte die Freimaurerei – entstanden im 18. Jahrhundert – mit ihren Grundpfeilern: Freiheit, Gleichheit, Brüderlichkeit, Toleranz und Humanität. Im Berliner jüdischen Bildungsbürgertum begründete 1770 der bekannte Philosoph Moses Mendelssohn die Haskala, eine Vereinigung, die sich innerhalb der Aufklärung die jüdische Emanzipation und Gleichberechtigung zum Ziel gesetzt hatte.

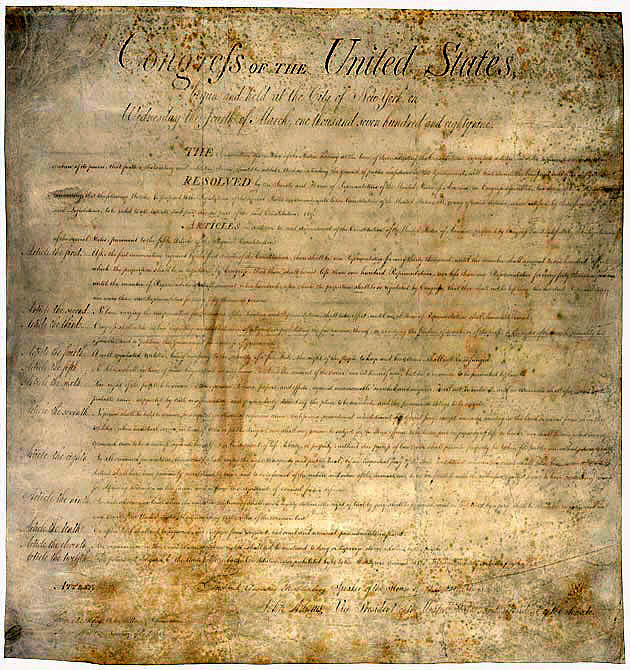
Die Bill of Rights der Vereinigten Staaten: Unveräußerliche Grundrechte

Als eine der wichtigsten praktischen Errungenschaften der Aufklärung gelten die englischen Bill of Rights aus dem Jahre 1689, die die Rechte des Parlaments gegenüber dem Monarchen festlegten, und ungefähr hundert Jahre später die Verabschiedung der ersten demokratischen Verfassungen der Neuzeit. Hiermit wurde die geistige Aufklärung auf Staaten und Gesellschaften übertragen. In erster Linie Locke, Montesquieu und Rousseau formulierten die theoretischen Grundlagen. Die erste dieser Verfassungen war die Declaration of Independence (Unabhängigkeitserklärung) der 13 Gründungskolonien der USA am 4. Juli 1776 – von Thomas Jefferson verfasst, durch Benjamin Franklin und John Adams ergänzt. In ihre Präambel wurden die natürlichen von der Schöpfung her gegebenen unveräußerlichen Rechte auf Leben, Freiheit und Streben nach Glück aufgenommen. Wenig später folgte die Verfassung der Vereinigten Staaten 1787 einschließlich der Bill of Rights, als deren Vater James Madison gilt. Kurz nach dem Beginn der Französischen Revolution durch den Sturm auf die Bastille am 14. Juli 1789 verabschiedete die erste französische Nationalversammlung am 26. August 1789 die Erklärung der Menschen- und Bürgerrechte, die zur Präambel der Verfassung von 1791 wurde. In Polen-Litauen wurde am 3. Mai desselben Jahres ebenfalls eine moderne Verfassung verabschiedet. Die Erklärung der Rechte der Frau und Bürgerin, verfasst von Olympe de Gouges ebenfalls im Jahr 1791 als Vorlage für die Nationalversammlung, blieb – wie nicht anders zu erwarten – folgenlos. Derweil die britischen und nordamerikanischen Aufklärer eher liberalen Zielen anhingen, setzten sich die meisten Franzosen stark für die allgemeine wirtschaftliche und soziale Wohlfahrt ein, eine Tendenz, die auch heute noch von Bedeutung ist.
Obgleich die Aufklärung nicht die einzige Ursache der Französischen Revolution war, hat sie diese doch in vielen Aspekten geprägt: Ihre Führer, radikale Anhänger der Aufklärung – inzwischen teilweise unduldsam geworden –, schafften den Einfluss der katholischen Kirche ab und ordneten Kalender, Uhr, Maße, Geldsystem und Gesetze anhand rein rationaler Kriterien neu. Die Französische Revolution markiert gemeinhin das Ende der Aufklärung im Sinne einer Epoche.
Als Gegenströmung zum Rationalismus des späten 17. Jahrhunderts gab es seit 1720, in England und Frankreich schon 20 Jahre früher, die Empfindsamkeit als eine Variante der Aufklärung, befördert etwa durch Jean-Baptiste Dubos. Sie beruhte teilweise auf den gleichen Idealen wie die vernunftorientierte Aufklärung, ein Unterschied war jedoch, dass die Tugend nicht nur über den Verstand gesucht wurde, sondern auch im Gefühl. Menschliche Gefühlsregungen waren eine wichtige Möglichkeit, ethisch zu denken und zu handeln. Einflussreich war dabei die Vorstellung, dass das reine Gefühl die Standesgrenzen überschreitet.

## Protagonisten der Aufklärungsgedanken

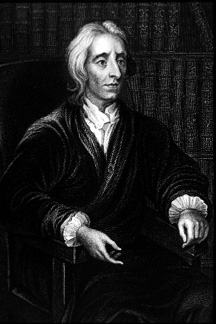
John Locke (1632–1704)

Der holländische rationalistische Philosoph Baruch de Spinoza vertrat in seinem Tractatus theologico-politicus von 1670 die These, Judentum und Christentum seien lediglich vergängliche Phänomene ohne absolute Gültigkeit. Samuel von Pufendorf, politischer Philosoph und früher deutscher Völkerrechtler, führte das Konzept der natürlichen säkularen Menschenwürde ein, welches später in die modernen Verfassungen aufgenommen wurde. Die Forderung nach Gedanken- und Glaubensfreiheit konnte sich unter anderem auf John Lockes Briefe über die Toleranz (1689–1692) berufen. Diese Briefe bezogen sich auf (eingeschränkte) religiöse Toleranz. Seitdem wurde die Toleranzidee von verschiedenen Gelehrten und Schriftstellern verbreitet. Ungefähr 70 Jahre später, 1763, sprach sich Voltaire in seiner „Abhandlung über den Toleranzgedanken“ (Traité sur la tolérance) endlich für uneingeschränkte Glaubens- und Gewissensfreiheit aus. Nochmals mehr als ein Jahrzehnt später schrieb der deutsche Dichter Gotthold Ephraim Lessing: „An die Stelle der Religion muss die Überzeugung treten.“
John Toland veröffentlichte 1696 sein Erstlingswerk Christianity not Mysterious, in dem er versuchte, das Christentum mit der Vernunft in Einklang zu bringen. Er argumentierte, die Bibel beschreibe keine realen Wunder außerhalb der Naturgesetze, fast alle christlichen Glaubenssätze seien rational zu erklären. 1709 verwendete er erstmals den Begriff Pantheismus – eine Weltanschauung, deren Vertreter sich auf Spinoza bezogen. Gott sah er als Summe aller Materie. In den Literarischen Salons zuhause war der erste philosophe – ein vielseitig gebildeter Autor mit literarischen, philosophischen und unterhaltsamen naturwissenschaftlichen Veröffentlichungen – Bernard le Bovier de Fontenelle. Ein weiterer herausragender französischer Frühaufklärer Pierre Bayle attackierte den Aberglauben, dass Kometen Unheil ankündigen und andere Vorurteile, setzte sich für eine Trennung von Kirche und Staat ein und verlangte vollständige Religionsfreiheit. In seinem 1695–1697 erschienenen zweibändigen Hauptwerk Dictionnaire historique et critique (Kritisch-Historisches Lexikon) belegte er kurze lexikalische Sachartikel mit unterschiedlichen ausführlich dargestellten Quellen, die häufig auf gegensätzlichen Annahmen beruhten und entwickelte damit die moderne historische Quellenkritik. Jean Meslier, der bis zu seinem Tod 1729 praktizierender katholischer Priester war, legte in seinen – wegen der Zensur und seiner Stellung nur heimlich verbreiteten, erst lange nach seinem Tod vollständig veröffentlichten – religions- und kirchenkritischen Aufzeichnungen seine materialistisch-atheistische Überzeugung dar.
Um die Jahrhundertwende entwickelte der englische Moralphilosoph und Philanthrop Anthony Ashley Cooper, 3. Earl of Shaftesbury ein modernes psychologisches Menschenbild, wonach das Individuum mit seinem Verstand aufgrund von Erziehung versucht, Triebe, Leidenschaften und Gefühle, die wesentlich sind, zwischen Egoismus und Altruismus auszubalancieren. Gelingt dies harmonisch, handelt der Mensch tugendhaft als Teil und zum Wohle einer sozialen Gemeinschaft. Noch vor Francis Hutcheson sprach Shaftesbury vom „moralischen Sinn“, worunter er die Fähigkeit des Menschen versteht, den moralischen Wert seiner Handlungen zu erkennen.
Politisch äußerte sich Gerhard Noodt, Rektor der Universität Leiden. In einer Rektoratsrede 1699 proklamierte er, dass dem Fürsten die Macht vom Volk genommen werden könne. 1707 befürwortete er in einer weiteren Rede die absolute Freiheit der Untertanen in Religionsfragen. Grundlegende Werke zur politischen Philosophie und zum Völkerrecht schrieben der Holländer Hugo Grotius – Wegbereiter des Souveränitätsgedankens – und sein englischer Freund, der Dichter und republikanische Staatsphilosoph John Milton, der sich auch für die Pressefreiheit starkmachte. Seine politischen Pamphlete für eine freie Republik wurden sowohl in Frankreich wie auch in England öffentlich verbrannt. Der deutsche Jurist und Philosoph Christian Thomasius wandte sich nicht nur – wie schon vor ihm der Holländer Balthasar Bekker – gegen die Hexenverfolgungen, sondern lehnte auch die Folter im Allgemeinen ab und forderte eine Humanisierung des gesamten Strafrechts. Vom Naturrecht ausgehend, erarbeitete der rationalistische Philosoph und Gelehrte Christian Wolff ein theoretisches Konzept für Justizreformen und schuf noch heute gebräuchliche Kategorien der Philosophie. Dabei bezog er sich auf das leibnizsche Denken. Während die meisten Aufklärer religiöse Traditionen einer göttlichen Offenbarung ablehnten, wollte er Vernunft mit Offenbarung versöhnen.

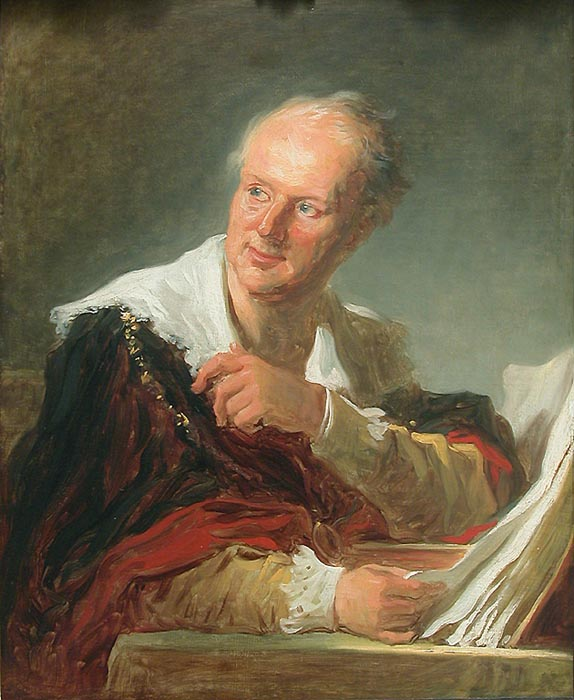
Denis Diderot

Viele Menschen im Zeitalter der Aufklärung beflügelte der Glaube, Vernunft, Freiheit und Bildung würden die Menschheit in absehbarer Zeit von Unterdrückung, Krieg und Armut erlösen. Sie schenkten dem Diktum „Wissen ist Macht“ von Francis Bacon Vertrauen. In Frankreich entstand die berühmte Encyclopédie ou Dictionnaire raisonné des sciences, des arts et des métiers. Herausgegeben wurde sie von dem Schriftsteller Denis Diderot und dem Mathematiker und Physiker Jean-Baptiste le Rond d’Alembert. Als sich Letzterer zurückzog, trat der kleine Landadelige Louis de Jaucourt an seine Stelle, der mit Hilfe von eigens eingestellten Sekretären mehr als 15000 der ca. 60000 Beiträge lieferte. Berühmte französische Dichter und Gelehrte („philosophes“) wie Voltaire, Montesquieu und Rousseau schrieben Artikel für das monumentale Werk der Aufklärung. Die Enzyklopädie sollte das gesamte Wissen und Können der Menschheit gegen den Widerstand weltlicher und geistlicher Machthaber öffentlich verfügbar machen. Sie hatte insgesamt mehr als 150 Autoren, die sogenannten Enzyklopädisten. Anders als Bayle in seinem 1702 erweiterten historisch-kritischen Lexikon waren die Enzyklopädisten einer wenn auch vielfältigen Weltanschauung verpflichtet und nahmen gegensätzliche Standpunkte nicht auf. Nur den Artikel 'Pyrronienne' (Skeptizismus) übernahmen sie aus Bayles bekanntem Werk.
Im britischen Königreich schrieben die Aufklärer seit 1768 an der Encyclopædia Britannica, die bis heute fortlaufend erneuert und erweitert wird. Johann Georg Sulzers Allgemeine Theorie der schönen Künste war das erste deutschsprachige Werk, das wie die französische Enzyklopädie aufgebaut war. Mit seinen ca. 900 Artikeln über Literatur, Rhetorik, bildende Künste, Architektur, Tanz, Musik und Schauspielerei sollte es eine Systematisierung aller Erkenntnisse hinsichtlich der Ästhetik bieten. Der deutsche Pädagoge Johann Bernhard Basedow veröffentlichte 1774 sein neunbändiges bebildertes Elementarwerk, ein modernes Realienbuch über die Grundlagen der Erziehung, die Logik, den Aufbau und die Sozialstruktur der Gesellschaft, die Sittenlehre, Geschichte und Naturkunde aus deistisch-philanthropisch-rationalistischer Sicht. 1781 gab Ignacy Krasicki, Erzbischof und Schriftsteller, die erste polnische Enzyklopädie in zwei Bänden heraus.

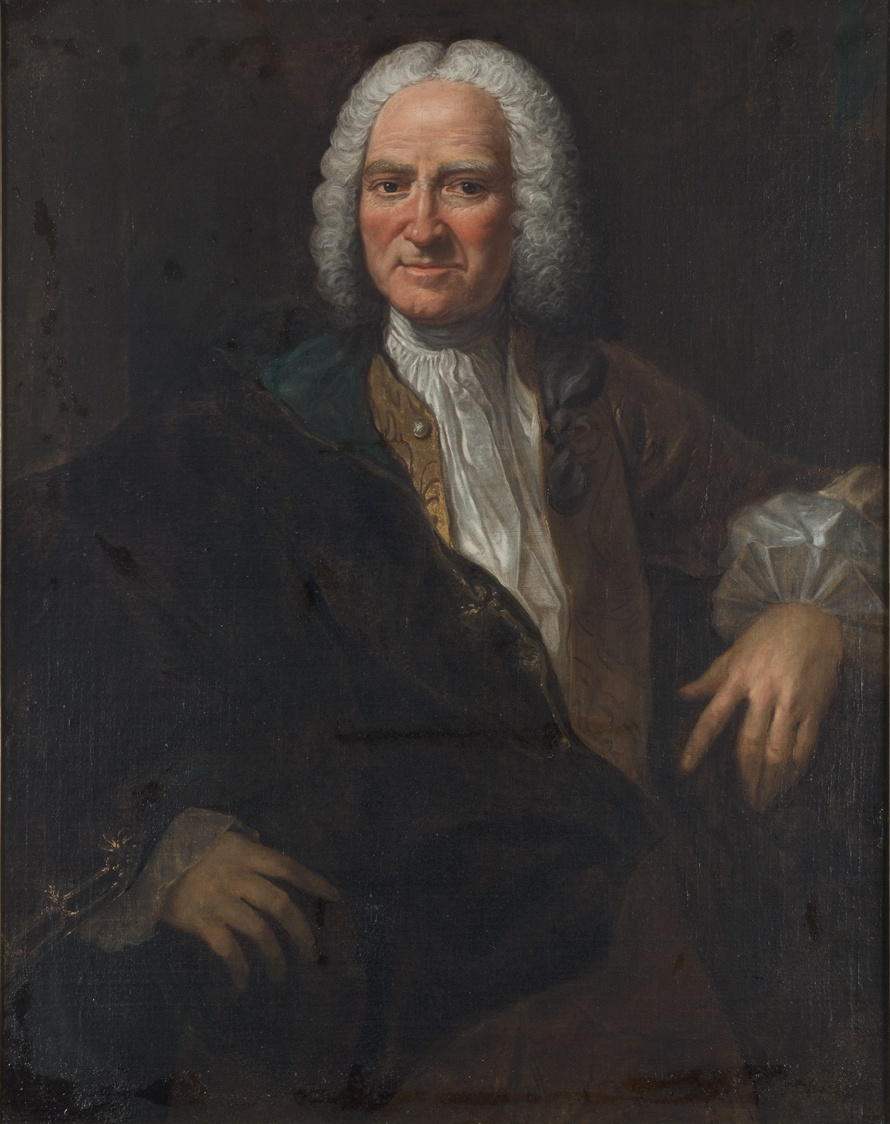
Paul Thiry d’Holbach um 1785, Ölgemälde von Alexander Roslin

Diderot selbst und viele andere französische Aufklärer waren Vertreter des Materialismus, so Julien Offray de La Mettrie, Claude Adrien Helvétius und insbesondere der Radikalaufklärer Paul Thiry d’Holbach. Die Darstellung eines mechanistischen Weltbildes erschien in seiner 1770 aus Sicherheitsgründen unter Pseudonym herausgebrachten Schrift Système de la nature (System der Natur). Bereits früher und parallel dazu hatte Jean-Baptiste de Mirabaud anonym materialistisches Gedankengut verbreitet oder auch Denis Diderot in seinen Werken  Pensées sur l’interprétation de la nature (1754) und Le rêve de D’Alembert (1769).
Ausgehend von John Locke, entwickelte der französische Philosoph Étienne Bonnot de Condillac eine sensualistische Erkenntnistheorie mit dem Anspruch, durch Logik mehr als nur wahrscheinliche Aussagen machen zu können. Basierend auf seiner These über die Einheit von Denken und Sprache, begründete er eine handlungsorientierte Sprachtheorie. Die Seele erklärte er – ohne Rückbezug auf metaphysische Annahmen – allein durch die Sinneseindrücke, welche dem Wollen und den Gefühlen zugrunde liegen.
Philosophischer Antipode der französischen Materialisten war der Ire George Berkeley, ein Hauptvertreter des subjektiven Idealismus. Für Berkeley existiert keine Außenwelt, lediglich Individuen und ihre Wahrnehmungen.

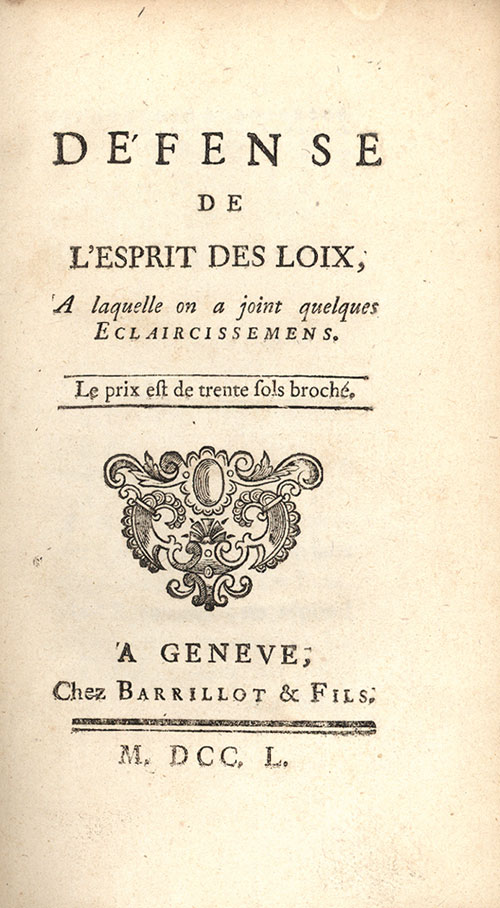
Charles de Secondat, Baron de Montesquieu: Verteidigung der Gewaltenteilung

Das zentrale Werk des Staatstheoretikers Baron de Montesquieu aus dem Jahr 1748 De l’esprit des loix / Vom Geist der Gesetze enthält die grundlegenden Überlegungen für die Gewaltenteilung moderner Staaten, die er aufbauend auf John Lockes Legislative und Exekutive durch Judikative auf drei erweiterte. Er unterschied zwischen gemäßigten Regierungsformen (bestimmte Arten von Republiken und Monarchien) und auf Schrecken und Furcht beruhender Despotie. Nach dem Vorbild des Königreichs Britannien plädierte er für eine konstitutionelle Monarchie mit aristokratischen und demokratischen Elementen, wo begrenzt durch Gesetze und Institutionen zum Schutz der öffentlichen Ordnung am ehesten Toleranz und Freiheit zu gewährleisten seien. Montesquieu gilt als Vorläufer der modernen Milieutheorie. Der „Geist“ der Gesetze eines Staates ist bestimmt durch den „allgemeinen Geist“ („esprit général“) eines Volkes, der sich im Geschichtsprozess entwickelt. Der esprit général beruht auf geographischen und klimatischen Determinanten, die Sitten und Gebräuche beeinflussen und Gewohnheiten bilden. Dieser Prozess sollte nur behutsam beeinflusst werden. Durch Freihandel werden Vorurteile abgebaut, Sitten verändert, wird Toleranz gefördert und Wohlstand gemehrt. „Verfassungsregeln, Strafgesetze, das Zivilrecht, religiöse Vorschriften, Sitten und Gewohnheiten all das ist ineinander verwoben und beeinflusst und ergänzt sich gegenseitig. Wer da unüberlegt ändert, gefährdet seine Regierung und die Gesellschaft.“ Der italienische Rechtsphilosoph Cesare Beccaria formulierte das juristische Gebot der Verhältnismäßigkeit und lehnte die Todesstrafe ab.

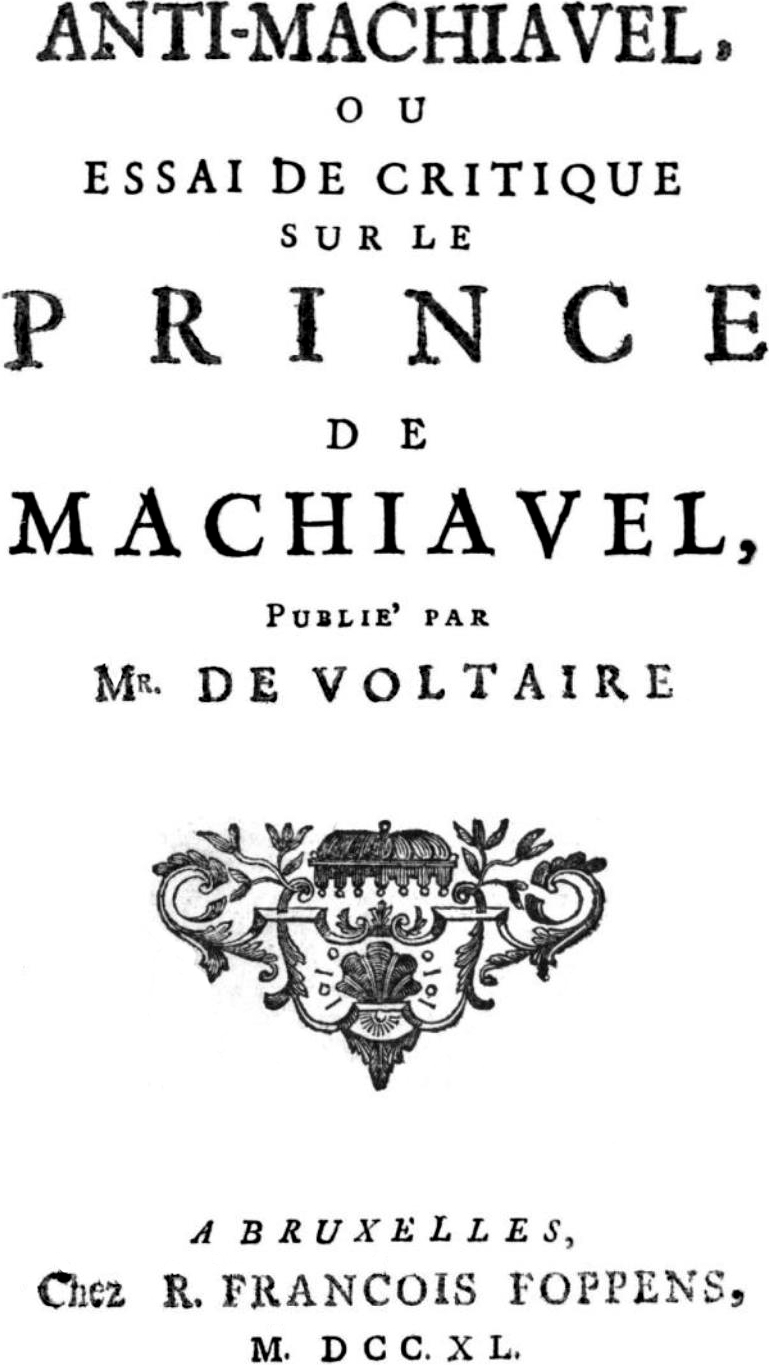
Friedrich II. Anti-Machiavelli, 1740

Verfechter der Aufklärung setzten sich für eine Republik oder eine konstitutionelle Monarchie nach britischem Vorbild ein. Maria Theresia von Österreich, ihr Sohn Joseph II., die russische Zarin Katharina II. und insbesondere der preußische König Friedrich II., der selbst philosophische Schriften verfasste, waren die wichtigsten Repräsentanten des aufgeklärten Absolutismus.
Die deutschen Aufklärer waren hauptsächlich Anhänger einer Konstitutionellen Monarchie. Zahlreiche Philosophen, die ihr Heimatland zeitweise verlassen mussten, fanden am Hof des Preußischen Aufklärers Zuflucht.
Auf dem Gebiet der Ökonomie bewegte sich der französische Staatsmann und Aufklärer Anne Robert Jacques Turgot, der in seinem Frühwerk aus dem Jahr 1750 Tableau philosophique des progrés successifs de l’ésprit humain. (dt. Über die Fortschritte des menschlichen Geistes) den Fortschrittsglauben der Zeit begründet hatte und seit 1761 und besonders 1774 bis 1776 als Verantwortlicher für die Staatsfinanzen wichtige Reformanstrengungen im Sinne des aufgeklärten Absolutismus unternommen hatte.
Mit seinem Buch Der Wohlstand der Nationen legte der schottische Philosoph Adam Smith 1776 in Abgrenzung zum vorherrschenden Merkantilismus die Grundlage für die Klassische Nationalökonomie. Er strebte einen Staat freier gebildeter Bürger mit gerechten politisch-juristischen Institutionen an. Arbeitsteilung führt Smith zufolge zu erhöhter Produktivität und ein eigennütziges Streben nach Besitzvermehrung, geregelt allein durch den Markt, zum Wohlstand in einem breiten Sinne.
Einer der Gründerväter der Vereinigten Staaten, Thomas Paine, veröffentlichte während des Unabhängigkeitskrieges gegen das Königreich Großbritannien Anfang 1776 die wirkmächtige Flugschrift Common Sense (dt. Gesunder Menschenverstand), in der er das Recht auf Unabhängigkeit begründete und die Grundzüge einer Demokratie auf der Basis von Menschenrechten darlegte. Seine Ideen gingen unter anderem auf Thomas Reid zurück, der sich mit seinem Konzept des „Common Sense“, das von der Existenz einer Außenwelt ausging, gegen jeden idealistischen Empirismus gewandt hatte – von Locke über Berkeley bis zu Hume.
Nur wenige Aufklärer, wie in Frankreich Montesquieu, Claude Adrien Helvétius und Condorcet, in Deutschland Theodor Gottlieb Hippel, setzten sich für Frauenrechte ein. Condorcet wollte das allgemeine Wahlrecht auch den Frauen gewähren. Einige Aufklärer, im deutschsprachigen Raum zunächst Thomasius, später Mendelssohn, Christian Garve und andere verbreiteten die Philosophie der Aufklärung in populären allgemeinverständlichen Schriften, die sich vornehmlich an gebildete Frauen des Adels und Bürgertums wandten, teilweise als Damenphilosophie bezeichnet und von sogenannten Schulphilosophen kritisch bewertet wurden.
Während in England und mehr noch in Holland die Vertreter der Aufklärung relativ offen agieren konnten, waren sie in Frankreich politischen Verfolgungen ausgesetzt. Sie wurden inhaftiert, mussten vielfach zeitweise das Land verlassen, klandestin vorgehen oder ihre wahren Gedanken in Satiren bzw. Spötteleien, Fabeln und andere. literarische Formen kleiden. Ihre Werke waren nicht nur von der Zensur betroffen, sondern auch von der umgehenden Indizierung seitens der Katholischen Kirche und erschienen daher oftmals im Ausland, zum Beispiel in Genf und Amsterdam.

## Herausragende Vertreter

### Jean-Jacques Rousseau

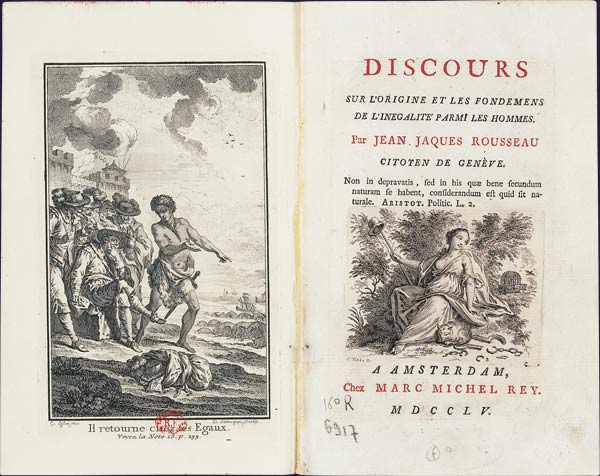
Rousseau: Abhandlung über den Ursprung und die Grundlagen der Ungleichheit unter den Menschen, Amsterdam 1755

Der Geschichts- und Kulturphilosoph, Staats- und Gesellschaftstheoretiker sowie Zivilisationskritiker Jean-Jacques Rousseau ist einer der einflussreichsten Autoren der Aufklärung. Er erarbeitete eine Systematik, mit der er in seinen Werken das jeweilige Thema historisch-kritisch erschloss. Wissen und Vernunft schätzte er allerdings gering ein. So verneinte er 1750 in seiner preisgekrönten Antwort die Frage der Akademie von Dijon, ob die Wissenschaften und Künste zum moralischen Fortschritt der Menschheit beigetragen haben, da er in der Kulturgeschichte aufgrund der Kriege, des Elends und der Unterdrückung einen sittlichen Verfall sah. Rousseau formulierte seine Kultur- und Zivilisationskritik insbesondere gegen den Manierismus des Rokoko. Fast ging er in seiner Abhandlung über den Ursprung und die Grundlagen der Ungleichheit unter den Menschen 1755 so weit, das Denken (la réflexion) als widernatürlich zu bezeichnen. Er konstatierte, der Mensch habe durch die Entdeckung des Privateigentums dem glücklichen Naturzustand ein Ende bereitet.
Wegweisend für demokratische Gemeinwesen sind seine Begriffe Gemeinwille und Volkssouveränität in seinem politischen Hauptwerk Vom Gesellschaftsvertrag oder Prinzipien des Staatsrechtes, 1762. Dieser wird durch Abstimmungen freier Bürger ermittelt und ist anschließend für alle bindend. Eine einfache deistische Staatsreligion soll einerseits den Einzelnen auf die Nation verpflichten, andererseits durch gesicherte „Duldsamkeit“ den Rahmen für unterschiedliche Religionsausübung bieten. Seine politischen Werke beeinflussten maßgebliche Vertreter der Französischen Revolution, sein Bildungsroman Émile oder Über die Erziehung, ebenfalls 1762 erschienen, die Pädagogik, aber auch schon die Erziehung zeitgenössischer Kinder, insbesondere der aufgeklärten Aristokratie. Rousseau schrieb zudem „Bekenntnisse“, eine intime, sexuelle Details aber auch Verfehlungen umfassende, autobiographische Schrift, die bis in die Gegenwart Autoren als Vorbild dient.

### Voltaire

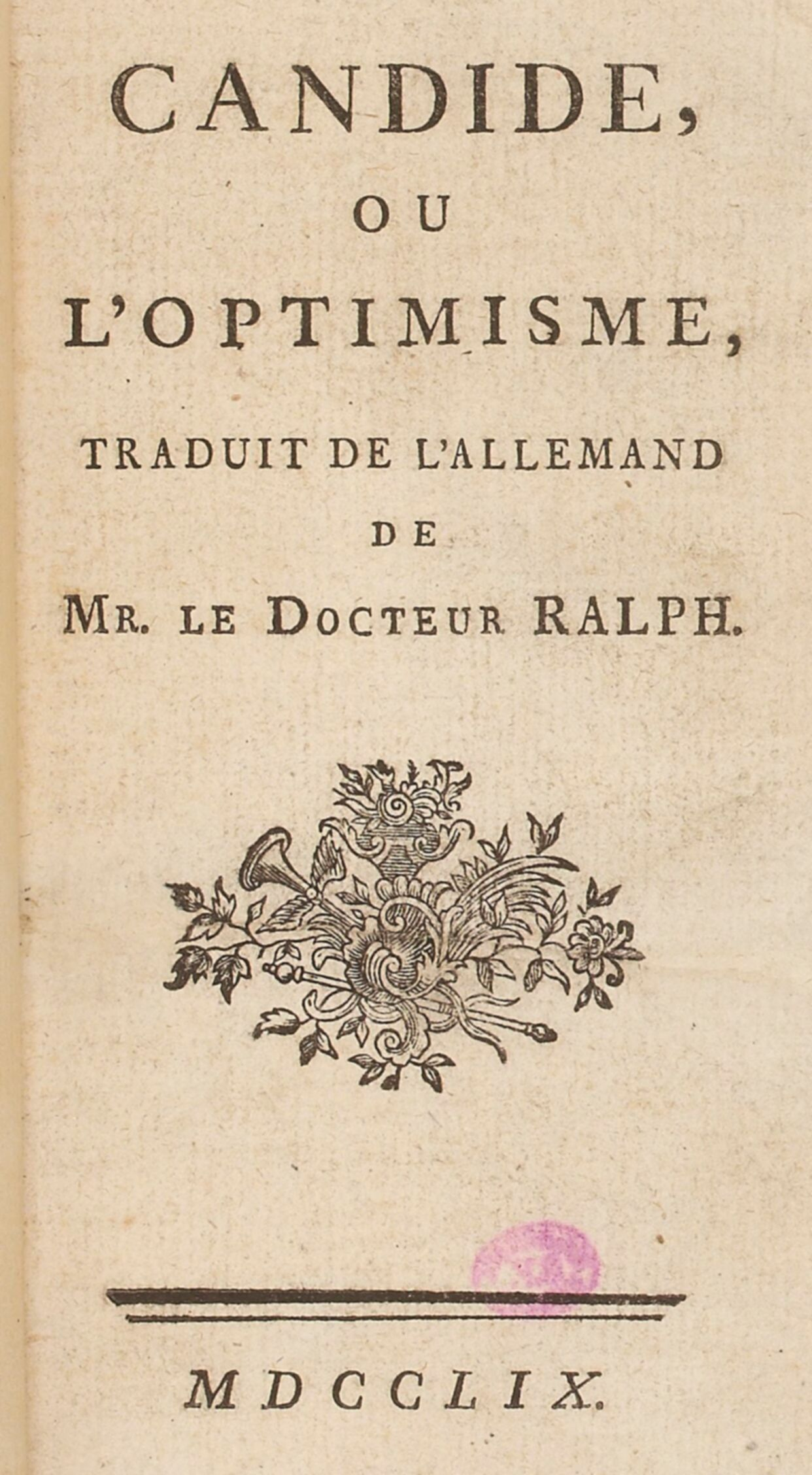
Voltaire: Candide, Paris 1759

Sein auf den Vernunftprinzipien beharrender Kontrahent Voltaire, geboren als François Marie Arouet, ist mindestens ebenso wirksam. Der entschiedene Gegner der katholischen Kirche, des Absolutismus und des Feudalismus war ein Erneuerer der Geschichtsschreibung, die er nicht auf Ereignisse und Herrscherpersonen fokussieren wollte, sondern als Darstellung der Kultur- und Geistesgeschichte, bezogen auf die gesamte Welt, verstand. Den uneingeschränkten Glauben vieler Aufklärer an einen kontinuierlichen Fortschritt teilte er nicht. In seiner Satire Candide oder der Optimismus, die angeblich aus dem Deutschen übersetzt, in Paris 1759 anonym erschien, wandte er sich gegen Leibniz' Vorstellung von der „besten aller möglichen Welten“. Eine breite, auch nichtintellektuelle Öffentlichkeit erreichte er seit Mitte des 18. Jahrhunderts mit seinem umfangreichen, oft sarkastischen, literarisch-philosophischen Werk. Mit ca. 750 teils zunächst anonymen Veröffentlichungen ist er einer der einflussreichsten und bedeutendsten Autoren der Aufklärung.
Die contes philosophiques, philosophische Erzählungen, enthalten die Hauptgedanken der Aufklärung, die hier publikumswirksam präsentiert werden. Auch die Verbreitung der naturwissenschaftlichen Erkenntnisse Newtons in Frankreich geht auf Voltaire und seine Partnerin, die Physikerin, Mathematikerin und Philosophin Émilie du Châtelet zurück. Einen großen Teil seiner Popularität verdankt Voltaire seinem erfolgreichen Kampf gegen gravierende Irrtümer bzw. willkürliche Urteile der Justiz. Außerdem propagierte er als einer der Ersten die Meinungsvielfalt. Wegbereitend für die Französische Revolution waren seine kämpferischen und gleichzeitig gut formulierten politischen Pamphlete. „Écrasez l’infâme“ (Vernichtet die Niedertracht), vor allem gegenüber der katholischen Kirche, wurde zur weitverbreiteten Losung.
Der deutsche Journalist und Schriftsteller Wilhelm Ludwig Wekhrlin nahm sich Voltaire zum Vorbild, dessen Werke er auszugsweise ins Deutsche übersetzte und veröffentlichte. Er kämpfte mit ähnlichen Mitteln, zeitweise verfolgt und eingekerkert, für Bürgerrechte und Pressefreiheit.

### David Hume

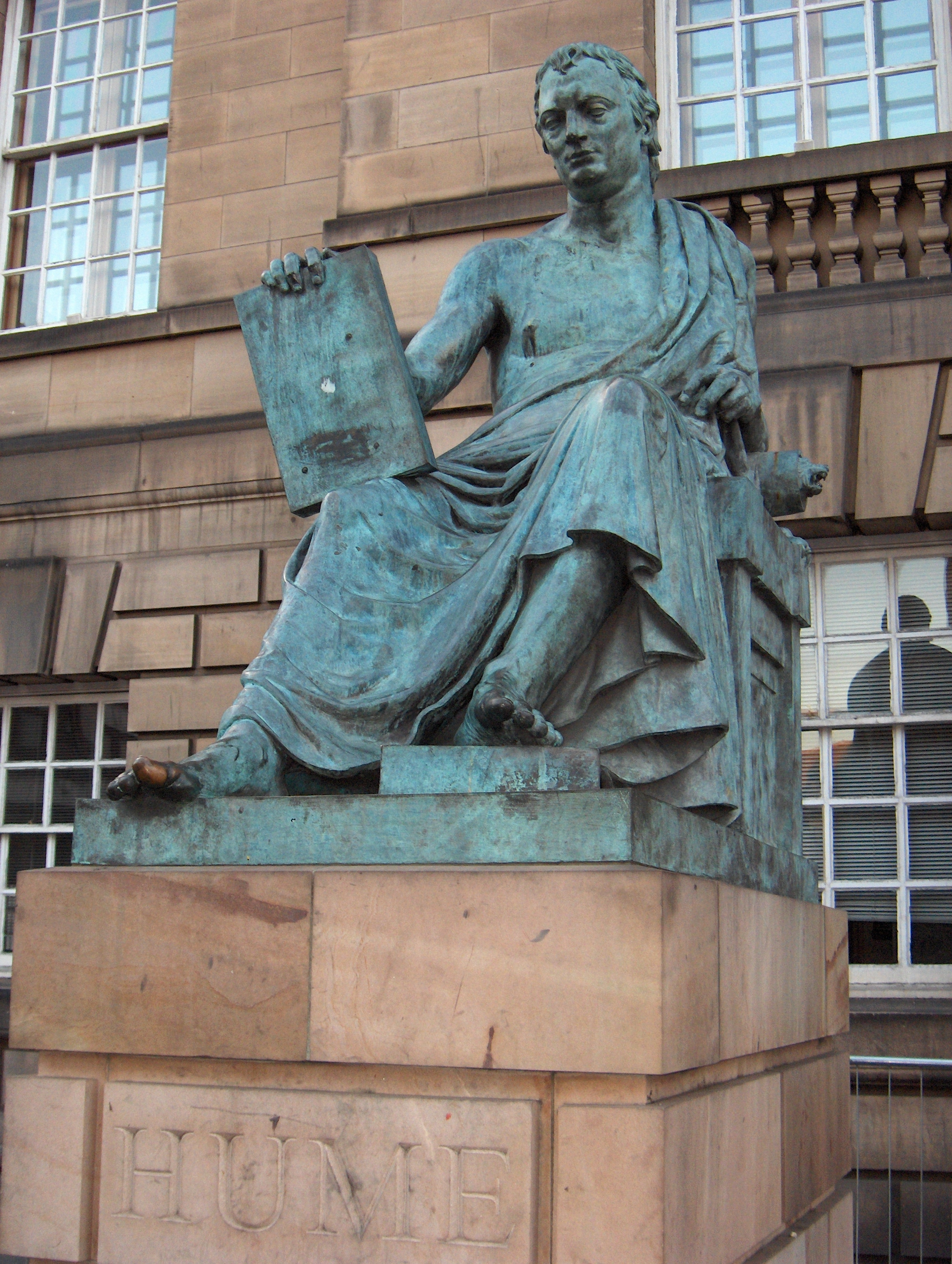
David-Hume-Denkmal in Edinburgh

Ein wichtiger britischer Theoretiker der Aufklärung und Vertreter des Empirismus war – neben John Locke und George Berkeley – David Hume. Anknüpfend an Locke war er Autor einer bahnbrechenden Erkenntnistheorie. Er galt als amoralischer Atheist, so dass ihm eine universitäre Laufbahn verwehrt war. Tatsächlich verteidigte er eine auf Gefühlen beruhende deistische Religionsauffassung.
In der Mitte des 18. Jahrhunderts verfasste er Eine Untersuchung über die Prinzipien der Moral, Eine Untersuchung über den menschlichen Verstand und eine Abhandlung zur Politik. Die Wurzeln der Moral liegen für Hume im Gefühl, da keine objektiven Tugenden existieren. Der Mensch lehnt ein Verbrechen aus Mitgefühl für das Opfer ab, nicht weil es für tatsächliche Ereignisse allgemein gültige Kriterien der Beurteilung gibt. Hume zufolge kann der menschliche Verstand keine Wahrheit ausdrücken, sondern immer nur eine Wahrscheinlichkeit. Als gemäßigter Skeptiker polemisierte er gegen den Wunderglauben. Mit seinem großen verfassungsgeschichtlich orientierten Werk The History of Great Britain (6 Bände, 1754–1762) – deutsche Ausgabe als Geschichte von England (vier Bände von Gaius Iulius Caesar bis zur Vereinigung mit Schottland 1707) und Geschichte von Großbritannien (zwei Bände seit 1707) – gehörte er wie Voltaire und Rousseau zu den Begründern der modernen Geschichtsschreibung. Bei den verfeindeten politischen Parteien stieß das Werk damals auf wütende Ablehnung, doch wurde es ein Bestseller. Berühmt wurde Humes Einschätzung der zivilisatorischen Leistung des Islam im frühen Mittelalter und der unterschiedlichen Rollen, die Saladin und Richard Löwenherz beim Ersten Kreuzzug spielten: Richard sei eben so tapfer gewesen wie Saladin, aber im Vergleich zu diesem doch ein intoleranter und grausamer Barbar.
Im deutschen Sprachbereich war es Johannes Nikolaus Tetens, der als einer der ersten Philosophen – auf der Grundlage der Wolffschen Terminologie – die Gedanken David Humes verbreitete. Sein 1777 herausgekommenes Philosophische Versuche über die menschliche Natur und ihre Entwicklung wurde von Kant rezipiert. Seinen britischen Zeitgenossen galt er als „deutscher Locke“, heute wird er im angloamerikanischen Raum eher als „deutscher Hume“ gesehen.

### Immanuel Kant
Kant war ein bedeutender Philosoph gegen Ende des Zeitalters der Aufklärung, der in seiner Erkenntnistheorie von dem gemäßigten Skeptiker Hume beeinflusst war. Seinem Essay aus dem Jahr 1784 Beantwortung der Frage: Was ist Aufklärung? entstammt seine berühmte Definition der ‚Aufklärung‘ und die Aufforderung, jederzeit selbst zu denken. Damit zielt er auf den äußeren Widerstand gegen die Aufklärung, aber auch auf die innere Befreiung von Bevormundung durch „Pfaffentum“.

„Aufklärung ist der Ausgang des Menschen aus seiner selbstverschuldeten Unmündigkeit. Unmündigkeit ist das Unvermögen, sich seines Verstandes ohne Leitung eines anderen zu bedienen. Selbstverschuldet ist diese Unmündigkeit, wenn die Ursache derselben nicht am Mangel des Verstandes, sondern der Entschließung und des Mutes liegt, sich seiner ohne Leitung eines anderen zu bedienen. Sapere aude! Habe Mut, dich deines eigenen Verstandes zu bedienen!“

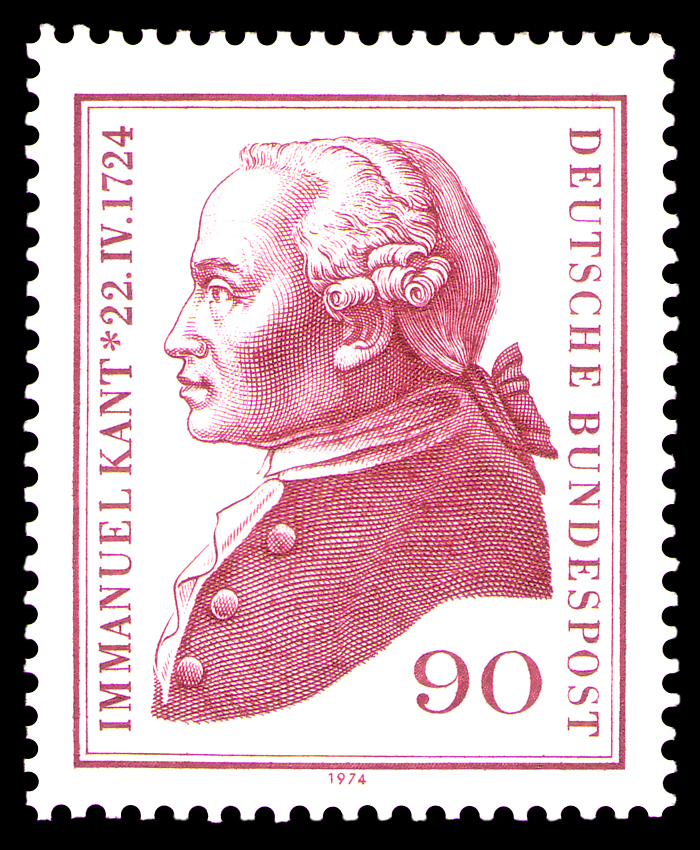
Immanuel Kant zum 250. Geburtstag, 1974

In seinen drei Hauptwerken Kritik der reinen Vernunft (1781), Kritik der praktischen Vernunft (1788) und Kritik der Urteilskraft (1790) widmete er sich der Frage nach den Grenzen der Erkenntnis. Die vernunftorientierte Ethik Kants befasst sich mit dem Denken, dem Handeln und dem Fühlen des aufgeklärten Menschen.
„Handle so, dass die Maxime deines Willens jederzeit zugleich als Prinzip einer allgemeinen Gesetzgebung gelten könne.“ Dieser berühmte Ausspruch Kants (Kategorischer Imperativ) verdeutlicht die Forderung nach einem Gesetz, das nicht den Interessen von Machthabern dient, sondern von der Einsicht und dem ethischen Handeln der Bürger ausgeht. Galt bisher als schuldhaft derjenige, der selbstherrlich dachte und handelte, ohne sich von geistlichen und weltlichen Herrschern leiten zu lassen, plädierte er für die Mündigkeit des Menschen.
Trotz ihrer Grenzen sieht Kant die Vernunft als die bedeutendste Eigenschaft des Menschen, besonders in Hinblick auf die Ermöglichung eines praktischen moralischen Handelns. Gleichzeitig bezweifelt er die Möglichkeit einer schnellen, einzig vom Dritten Stand ausgehenden Erneuerung. Eine „Reform des Denkens“ könne nur langsam vonstattengehen. „Es ist für den Einzelnen schwierig, die Unmündigkeit zu überwinden, weil sie den meisten Menschen als Normalität erscheint.“ Neben einer Beschränkung der Adelswillkür ging es ihm darum, den Einfluss des Klerus auf die Politik einzuschränken. In derselben Schrift spricht Kant vom Zeitalter der Aufklärung bzw. dem Jahrhundert Friedrichs.
Als Anhänger eines Verfassungsstaates verstand er sich als Weltbürger – sein Aufsatz Idee zu einer allgemeinen Geschichte in weltbürgerlicher Absicht erschien 1784. In seinem „philosophischen Entwurf“ Zum ewigen Frieden (1795) entwickelte er theoretische, auf Freiheit beruhende, antidespotische Grundbegriffe für einen vertraglich gesicherten Frieden zwischen souveränen Staaten.
Sein Schüler Johann Gottfried Herder, einer der Hauptvertreter der Weimarer Klassik, grenzte sich scharf vom späten Kant ab, führte Vernunft auf Sprache zurück und postulierte einen „Nationalcharakter“ der einzelnen Völker, deren Vielfältigkeit und Eigenwertigkeit er betonte.